# Dysschema larvata
Dysschema larvata là một loài bướm đêm thuộc phân họ Arctiinae, họ Erebidae.